# Lynn Carey
Lynn Carey (nacida Lynn Catherine Carey el 29 de octubre de 1946) es una cantante, compositora, modelo, y actriz estadounidense, más conocida por ser la vocalista líder en la banda Mama Lion. Es la hija del actor Macdonald Carey.

## Biografía
Nacida en Los Ángeles, California, Carey comenzó su carrera como modelo adolescente y actriz, apareciendo en la película de culto de 1966 Lord Love a Duck así como otras apariciones en series de televisión, como en Lassie, El hombre de CIPOL, Run for Your Life, The Donna Reed Show y The Wild Wild West.
A finales de los años 60, se unió y grabó un álbum con la banda C.K. Strong para su álbum homónimo de 1969. Más tarde, la banda abrió para el Procol Harum en concierto.
Seguidamente, grabó con Neil Merryweather el álbum conjunto de 1970 Ivar Avenue Reunion. También en 1970, proporcionó las voces para canto de los ficticios Kelly McNamara (Dolly Read) en Beyond the Valley of the Dolls.
Además de cantar, Carey también coescribió dos canciones para la banda sonora con el compositor Stu Phillips. En 1971, el álbum Vacuum Cleaner resultó co-acreditado a Merryweather & Carey.
En diciembre de 1972, Carey fue la Pet del Mes de la revista Penthouse. Ese mismo año, ella y Merryweather formaron el grupo Mama Lion y lanzaron los álbumes Preserve Wildlife y en 1973Give It Everything I've Got. Lynn y la banda tocaron en otra película de Russ Meyer llamada The Seven Minutes. Hicieron tours por Europa y América del Norte, incluyendo el Festival de Jazz The Montreux y apariciones en la televisión alemana.
En 1984, el lanzamiento de su debut en solitario (el cual ella produjo con el coproductor Ollie Mitchell) Good Times mostró sus tendencias de her jazz & big band. Un CD remasterizado del álbum se lanzó en 2000. Durante el principio de los años 80, Carey también actuó con el Coro L.A. Jazz y apareció en el segundo álbum del grupo, nominado al Premio Grammy, From All Sides, lanzado en 1985.
Durante los años 90 y los principios de los 2000, interpretó en Rusia en varias ocasiones diferentes. En 2001, el lanzamiento del CD Lynn Carey - Mama Lion...Roars Back! se publicó presentando las demos tempranas de Mama Lion las cuales garantizaron el contrato inicial del grupo así como el material no lanzado en solitario de los 80 y los 90.
Sus créditos de sesión de estudio van desde coros para  Charlie Musselwhite (1975) hasta Eric Burdon (80s era), Michel Berger y proporcionar música para varias películas y películas para televisión en la década de los 80.
Carey le da crédito a su padre por haberla introducido en el mundo de la música jazz y del cine extranjero.

## Discografía
C.K.Strong
- C.K.Strong (1969)

Ivar Avenue Reunion
- Ivar Avenue Reunion (1970)

con Neil Merryweather
- Vacuum Cleaner (1971)

Mama Lion
- Preserve Wildlife (1972)
- Give It Everything I've Got (1973)

Lynn Carey
- Mama Lion ... Roars Back! (2001)